# Korindiaka
Korindiaka, également orthographié Kolendjaka, est une localité située dans le département de Piéla de la province de la Gnagna dans la région Est au Burkina Faso.

## Géographie
Korindiaka est située à 4 km au Sud de Piéla sur la route nationale 18.

## Santé et éducation
Le centre de soins le plus proche de Korindiaka est le centre de santé et de promotion sociale (CSPS) de Piéla.